# امیرآباد بزیجان
امیرآباد بزیجان یا امیرآباد بزنجان روستایی در دهستان باقرآباد بخش مرکزی شهرستان محلات استان مرکزی ایران است.

## جمعیت
بر پایه سرشماری عمومی نفوس و مسکن در سال ۱۳۹۵ جمعیت این روستا ۷۶ نفر (۲۸خانوار) بوده‌است.